# Għar Dalam
Għar Dalam (o la Cueva de la Oscuridad) es una cueva prehistórica sin salida, situada en las afueras de Birzebbuga, en el país europeo de Malta. Contiene los restos óseos de animales que fueron abandonados y posteriormente se extinguieron en Malta, a finales de la Edad de Hielo. 
La cueva fue por primera vez investigada científicamente en 1885, pero no fue abierta al público hasta 1933. Fue utilizada como un refugio antiaéreo durante la Segunda Guerra Mundial. 